# Kręciwilk (Myszków)
Kręciwilk – dzielnica Myszkowa. Osada młyńska Kręciwilk powstała w XV wieku. Pod koniec XIX wieku Kręciwilk należał do gminy Włodowice oraz do parafii Mrzygłód. Do Myszkowa został przyłączony 1 grudnia 1983 roku.